# Seznam vodotokov Jadranskega povodja z izlivom v Sloveniji
Seznam vodotokov Jadranskega povodja z izlivom v Sloveniji.

Našteti so vsi slovenski vodotoki, ki se na ozemlju Slovenske Istre izlivajo v Jadransko morje. 

## Vodotoki
Od severa proti jugu so to:
- Rižana (s pritoki: Martežin, Rakovec, Globoki potok, Krniški potok, Žanestra, Hrastovski potok, Potok) - ob izlivu ima dva večja razbremenilna kanala
- Badaševica (s pritoki: Pjažentin, Žleb, Suhi žleb, Cerej, Bavški potok in Vanganelsko jezero, Morigla, Mrzlek)
- Roja oz. Strunjanska reka v Strunjanskih solinah
- Potok Fazan
- Jernejski potok
- Drnica (s pritoki: Medljanščica (tudi Čičole), Piševec, Lopatica (tudi Moželje), Baredinka, Derešnjak)
- Dragonja s pritoki in s kanalom Stara Dragonja, ki se pred vstopom v Sečoveljske soline združi z Drnico.